# Mars 2007
| Mars 2007 |
| Månader under 2007: Januari · Februari · Mars · April · Maj · Juni · Juli · Augusti · September · Oktober · November · December ← December 2006 · Januari 2008 → |

- Kravaller skakar Köpenhamn efter dansk polis stormning av Ungdomshuset. (1 mars)
- Oskar Svärd vinner herrklassen och Elin Ek vinner damklassen då Vasaloppet avgörs. (4 mars)
- Fotografen Nan Goldin tilldelas årets Hasselbladspris. (8 mars)
- Melodin The Worrying Kind, framförd av The Ark, vinner den svenska Melodifestivalen.[1] (10 mars)
- Mauretanien genomför demokratiska val för första gången sedan självständigheten 1960. (11 mars)
- Rymdsonden Cassini–Huygens har tagit bilder på sjöliknande vätske- och kolvätefyllda områden på Titans nordpol. (13 mars)
- Litteraturpriset till Astrid Lindgrens minne kommer att tilldelas Banco del Libro i Venezuela. (14 mars)
- Världsnaturfonden visar i en rapport att populationen av trädleopard på Borneo, Sumatra och Java är en egen art: Neofelis diardi. (15 mars)
- Mona Sahlin väljs till partiledare för Sveriges socialdemokratiska arbetareparti. (17 mars)
- Riksdagsvalet i Finland innebär en framgång för samlingspartiet, samt en tillbakagång för socialdemokraterna. (18 mars)
- Taha Yassin Ramadan, Iraks tidigare vicepresident, avrättas genom hängning. (20 mars)
- Fyndet av en kristen begravningsplats från 800-talet i området kring Varnhems klosterkyrka förändrar synen på kristnandet av Sverige. (23 mars)
- Armeniens premiärminister Andranik Markarjan avlider i en hjärtattack. (25 mars)
- De två huvudsakliga politiska motståndarna i Nordirland, Democratic Unionist Party och Sinn Féin, kommer överens om att bilda regering tillsammans från den 8 maj. (26 mars)

### Fotnoter
1. ↑  Clas Svahn (10 mars 2007). ”The Ark vann Melodifestivalen”. Dagens nyheter. http://www.dn.se/kultur-noje/the-ark-vann-melodifestivalen/. Läst 11 september 2016.